# Fritz Blumert
Fritz Blumert (* 9. August 1928) ist ein ehemaliger deutscher Fußball-Torwart, der 1949/50 für die BSG Gera-Süd in der ostdeutschen Fußball-Zonenliga aktiv war.

## Sportliche Laufbahn
In der Saison 1948/49 tauchte erstmals im überregionalen Fußballgeschehen in der Sowjetischen Besatzungszone mit der SG Gera-Pforten eine Fußballmannschaft aus der thüringischen Stadt Gera auf. Umbenannt in SG Gera-Süd belegte sie nach Abschluss der Punktspiele in der Staffel 1 der Landesklasse Thüringen den fünften Platz. Im gleichzeitig durchgeführten Landespokal gewannen die Geraer das Endspiel gegen Carl Zeiss Jena mit 1:0. In beiden Wettbewerben stand der 20-jährige Fritz Blumert im Tor der Geraer.
Als Landespokalsieger hatte sich Gera-Süd für den 1949 erstmals ausgetragenen Wettbewerb um den ostdeutschen FDGB-Pokal qualifiziert. Mit Blumert im Tor kam die Mannschaft bis in das Finale, unterlag dort aber Waggonbau Dessau mit 0:1. Als Pokalfinalist war Gera-Süd startberechtigt für die erste Saison der neu eingeführten ostdeutschen Zonenliga (später DS-Oberliga, DDR-Oberliga). Zum Liga-Aufgebot für 1949/50 gehörte erneut Fritz Blumert, der auch bei allen 26 Punktspielen der Geraer im Tor stand.
1950/51 gehörte Blumert nicht mehr zum Geraer Aufgebot und erschien auch in der Folgezeit nicht mehr im höherklassigen Fußball.